# 拖车

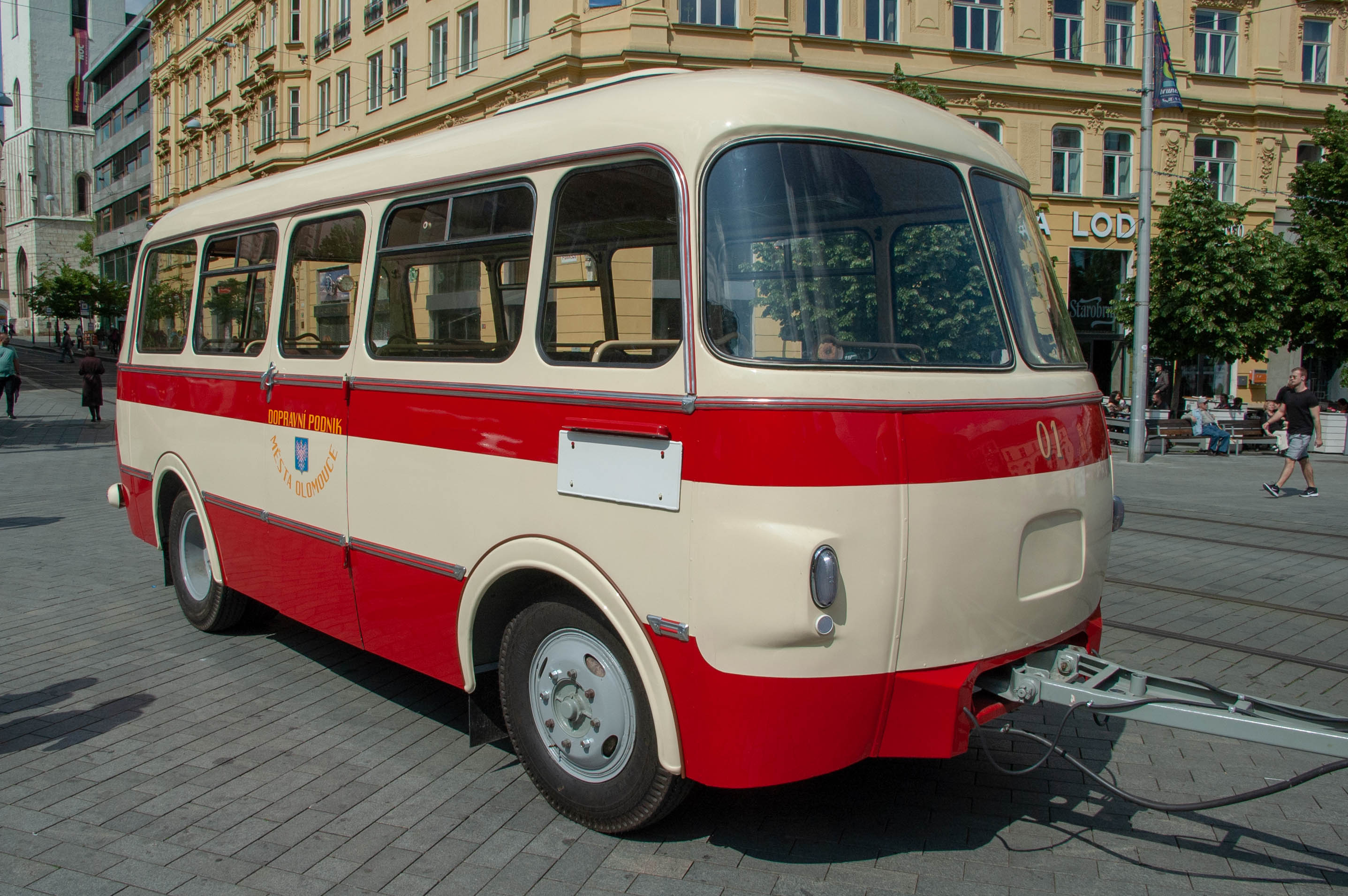
耶尔奇P-01拖车

拖车是一种由动力车（例如牵引车）牵引的无动力车辆。有些个人或小企业使用的拖車几乎可以与任何有动力的车辆搭配使用，但有些拖车是大型卡车的一部分，称为半挂车，用于运输货物。

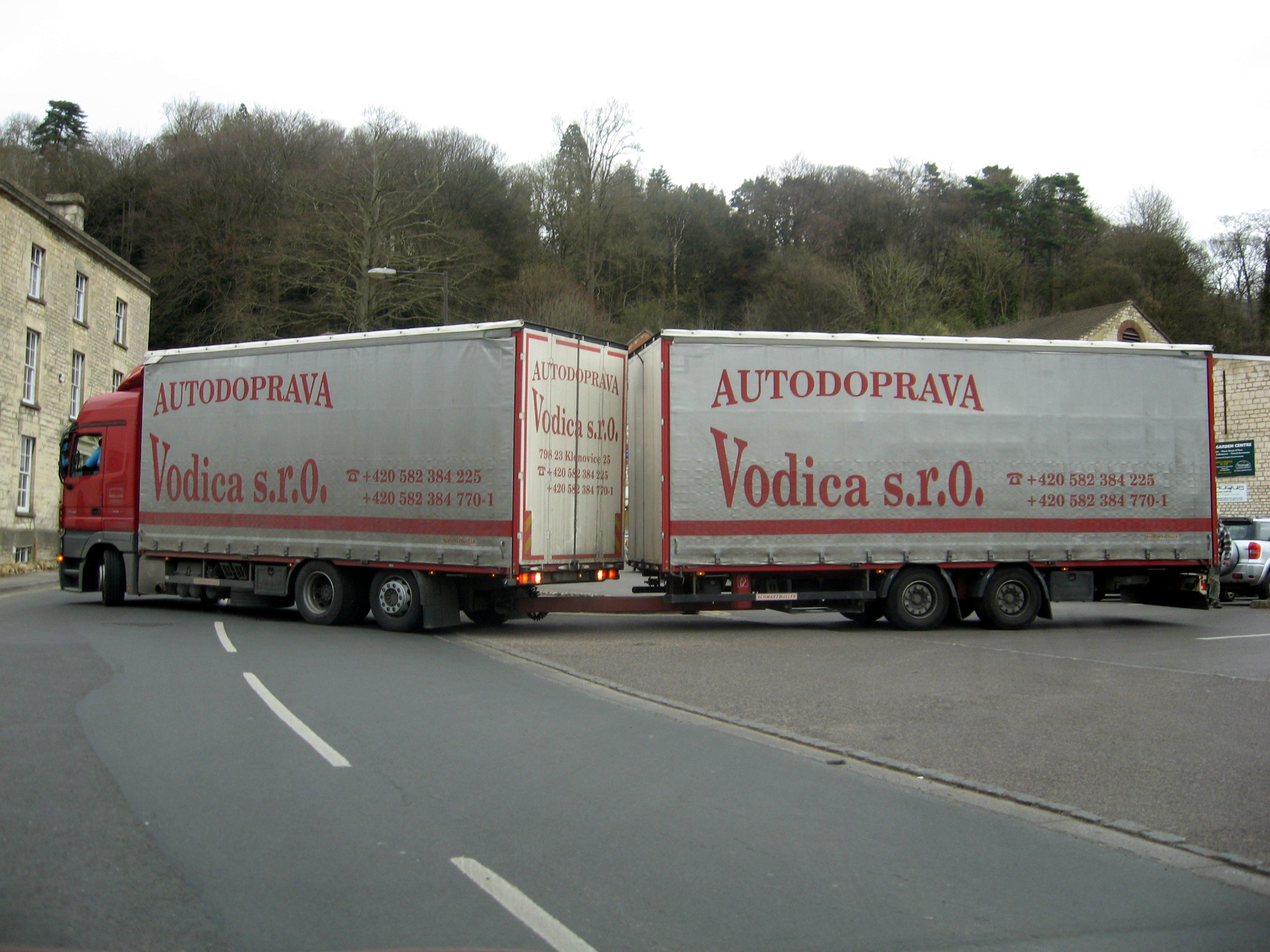
卡车拖车
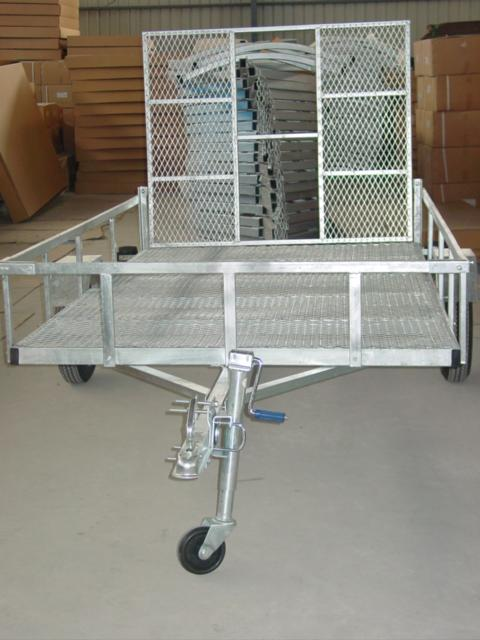
家用拖车
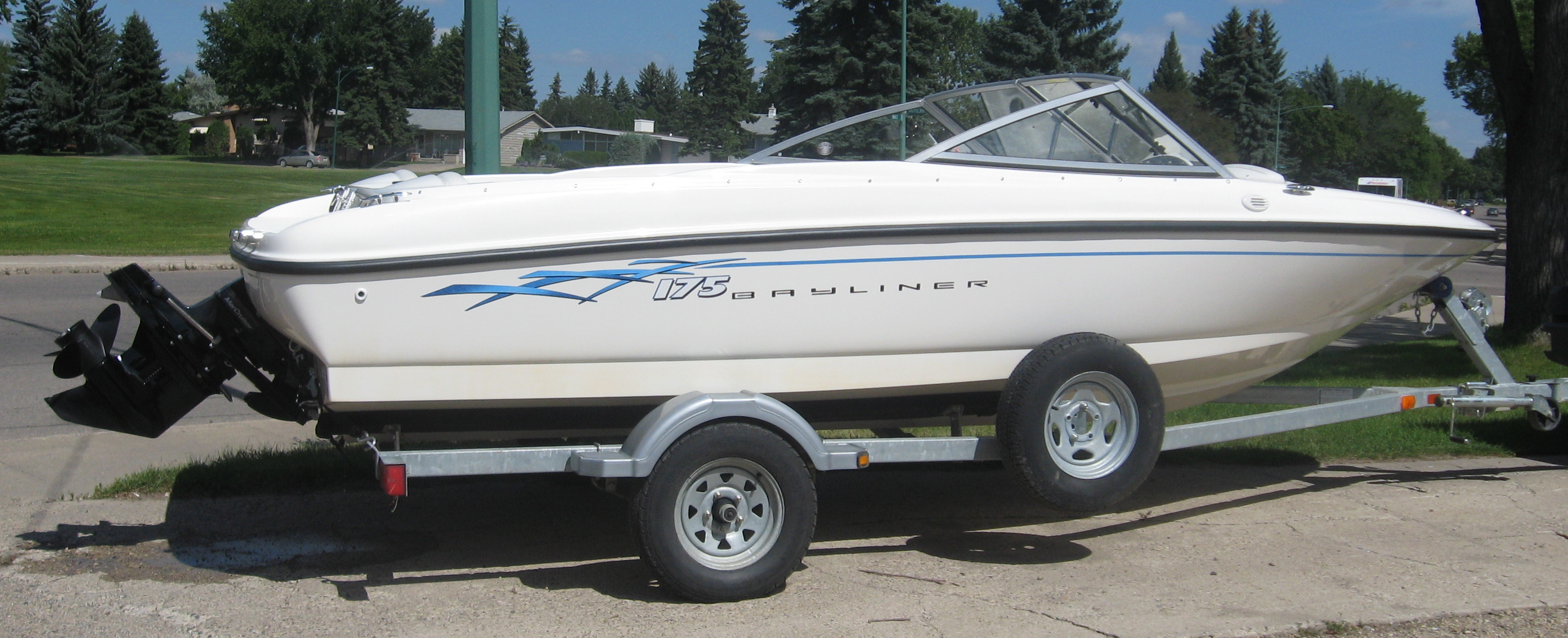
用来运输小型船舶的拖车
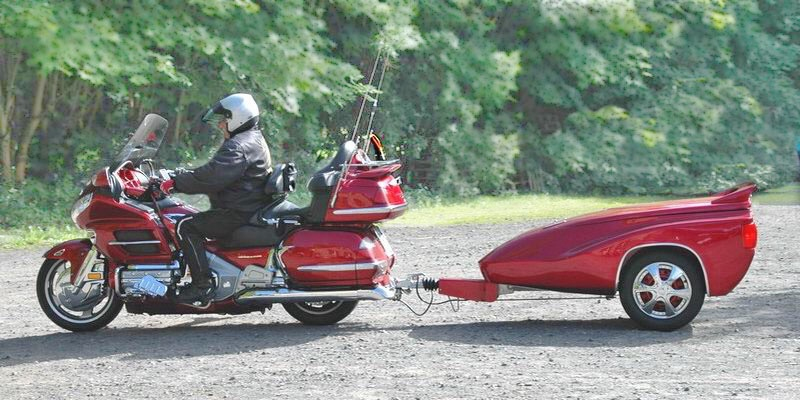
摩托车拖车
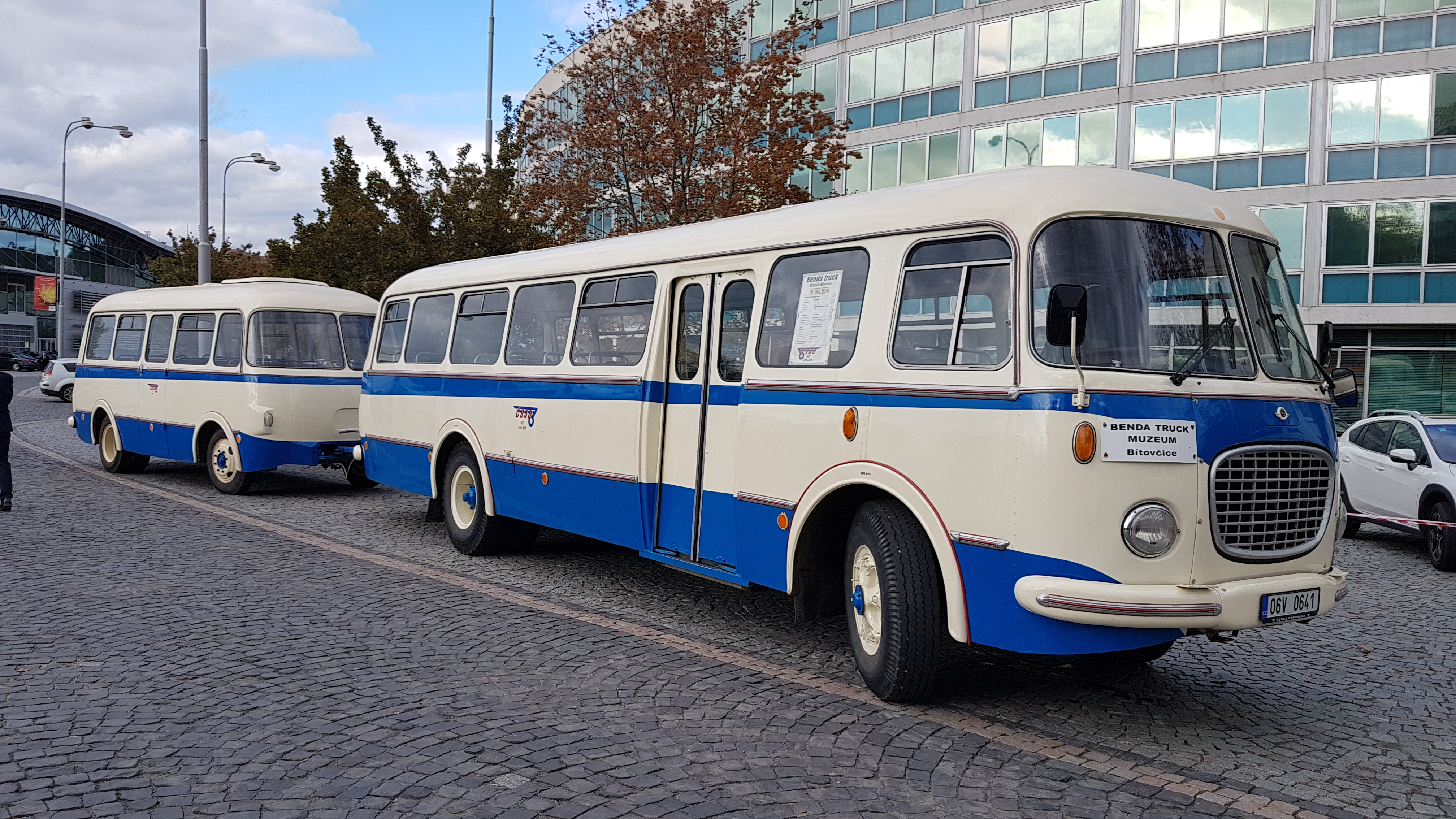
附挂耶尔奇P-01（德语：Jelcz P-01）拖车的斯柯达706RTO
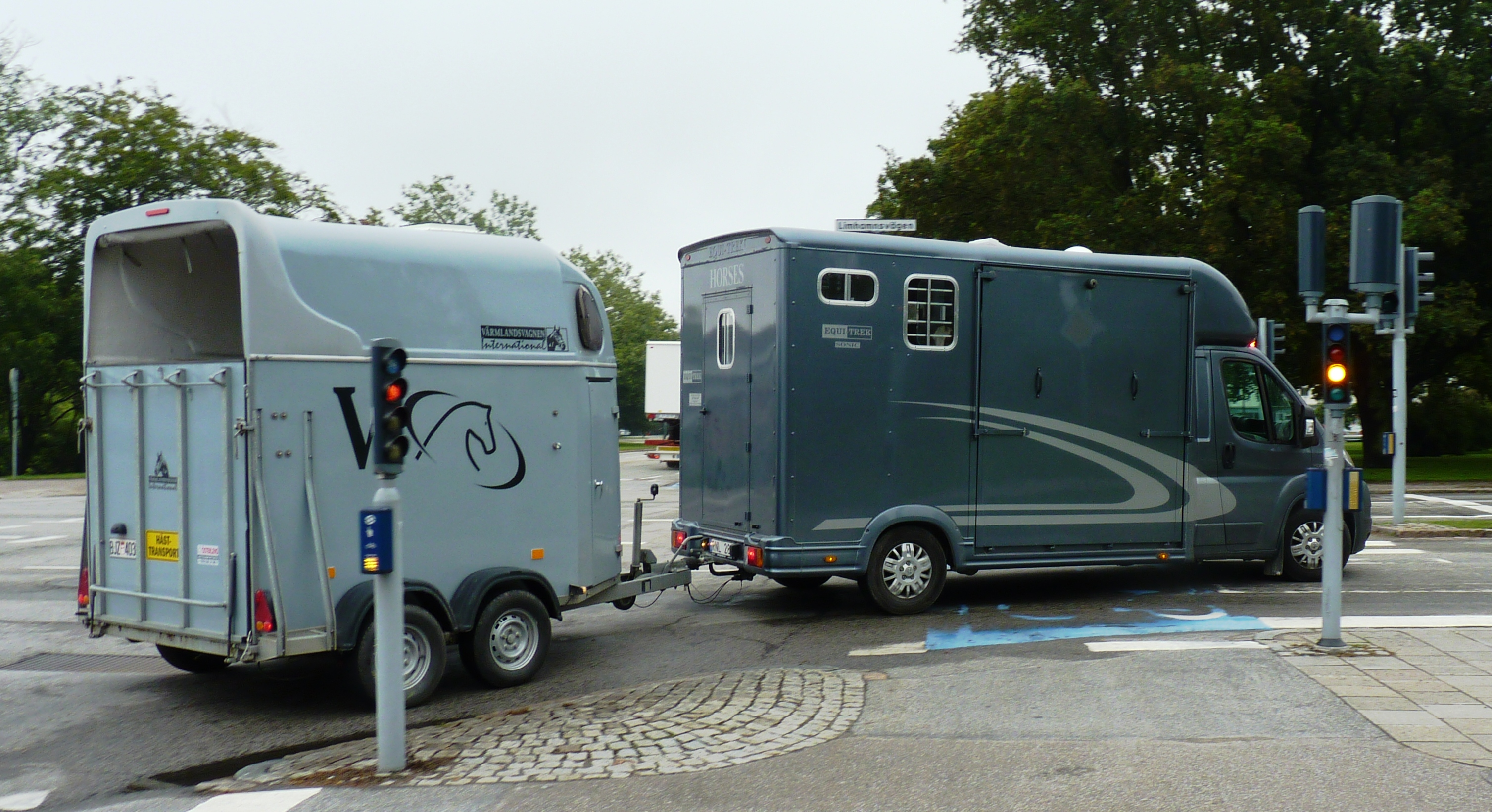
运输马匹用的拖车
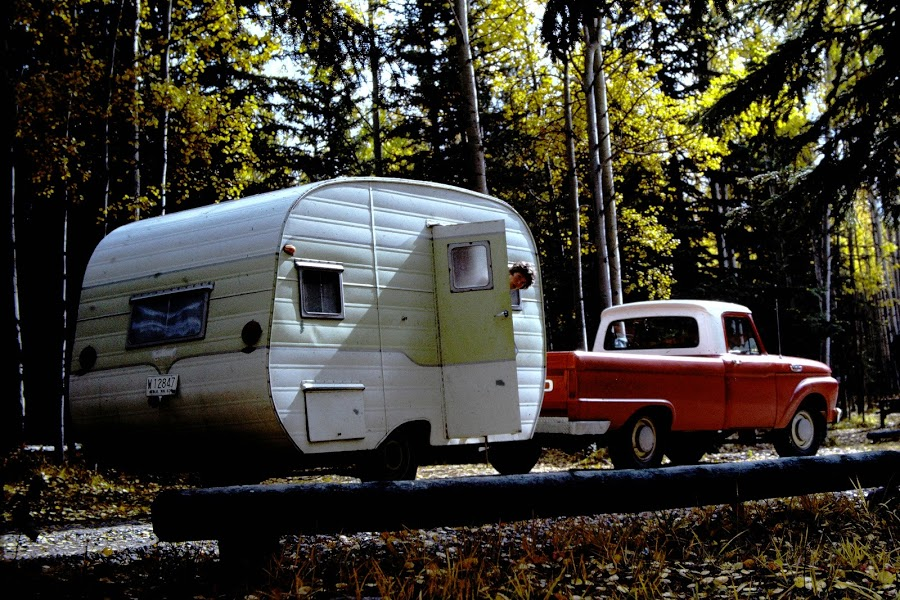
拖挂式房车